# سيدني أولكوت
جون سيدني أولكوت (20 سبتمبر 1872 - 16 ديسمبر 1949) منتج أفلام ومخرج وممثل وكاتب سيناريو كندي .